# Georges Gimel
Georges Gimel (* 8. März 1898 in Domène, Département Isère; † 21. Januar 1962 in Megève, Département Haute-Savoie) war ein französischer Kunstmaler, der Porträts, Landschaften, Berglandschaften, Stillleben und Blumen malte. Gleichzeitig war er als Graveur, Lithograf, Illustrator, Theatermaler, Bildhauer und Emaillemaler tätig.

## Leben
Georges Gimel wurde in Domène, einem kleinen Dorf in den französischen Alpen, geboren. Seine Vorfahren, die aus Gimel stammten, einem Ort im Département Corrèze, waren während der Glaubenskriege ins Dauphiné ausgewandert. Wahrscheinlich war es die Begegnung mit dem Kunstmaler Tancrède Bastet, der auch aus Domène stammte, der bei Gimel das Interesse weckte, ebenfalls Kunstmaler zu werden.

### Ausbildung
Nachdem er ein Jahr lang in der „École des Arts Industriel“ in Grenoble verbracht hatte, verließ Gimel seine Heimat das Dauphiné und zog nach Paris, wo er zwanzig Jahre blieb. Er wurde Student an der „École des Beaux-Arts“ im Atelier von Jean-Paul Laurens, wo er unter anderem die Skizzen seiner späteren realisierten Kreuzgänge entwarf. Im Jahre 1916 schrieb Gimel sich auch in die „École des Arts Décoratifs“ ein, um seine Technik zu verbessern.
Ende 1916 meldete er sich während des Ersten Weltkrieges als Freiwilliger und begab sich an die Front an der Marne. Dort zeichnete er seine ersten Kriegsvisionen. Eine Woche vor Waffenstillstand wurde er Opfer eines Gasangriffs, was sich als abträglich für seine Gesundheit erweisen, ihm aber gleichzeitig eine enorme Schaffenskraft geben sollte. Nach der Demobilisierung kehrte Gimel 1919 zurück in die „École des Beaux-Arts“, nun ins Atelier von Jean-Antoine Injalbert, und wurde Student an der Académie Julian. Auch mit seinem Kriegskameraden, dem Bildhauer Henri-Louis Bouchard, arbeitete er zusammen. Aus dieser Zeit datieren seine ersten Holzschnitzereien und Bildhauereien.

### Wirken
Während der 1920er und 1930er Jahre nahm Gimel auch am Pariser Künstlerleben teil. Er begegnete Schriftstellern, Schauspielern, Musikern und Modeschöpfern. Aus dieser Zeit datieren seine Porträts von u. a. Colette, Eve Curie, Louis Jouvet und Alfred Cortot. Gimel wurde Mitglied der Salon des Indépendants „Société des Artistes Indépendants“ und stellte mehrere Male im „Salon d´Automne“ aus, für den er im Jahre 1927 das größte Gemälde des Salons fertigstellte: „La cueillette des amandes“. Seine künstlerische Vielseitigkeit kam auch durch die Illustrierung mehrerer Bücher zum Ausdruck. Auch mit Jean de Brunhoff, dem Schöpfer des Babar der Elefant, arbeitete er zusammen. Für die Verreries Lalique entwarf er Glasmodelle. Ferner waren seine Entwürfe für Kleiderstoffe sehr begehrt bei den Modezaren Paul Poiret und Jean Patou.
Im Jahre 1934 stellte Gimel seine „Art Sacré“ in der „Galerie Charpentier“ aus. Seine lithografischen Kreuzwegstationen mit einem Vorwort von Léon Daudet wurden vom Vatikan und der „Bibliothèque Nationale“ angekauft. Aus Gesundheitsgründen musste Gimel Paris verlassen. Er ließ sich vom Architekten Henri-Jacques le Mème das Chalet „La Fresque“ in Megève (Haute Savoie) bauen. Die großen Fassadenmalereien Gimels mit wenig bekleideten Personen „Le roi et la reine des neiges“ sorgten für viel Gerede. Im Jahre 1937 nahm Gimel an der Weltausstellung in Paris teil. Er fertigte mehrere Gemälde mit Wintersportmotiven für das Pavillon des Départements Dauphiné an.
Gegen Ende des Zweiten Weltkrieges erschien 1944 sein Buch „Le calvaire de la résistance“ mit Kriegsvisionen. Einige dieser Visionen wurde bereits 1940 während einer Ausstellung in der „Galerie Katia Granoff“ in Paris gezeigt. Danach konzentriert sich Gimel ausschließlich auf Emaillemalerei. Er baut dazu in seinem Chalet in Mégève einen riesigen Ofen und experimentierte, um die gewünschten Farben und Effekte zu erhalten. Im Jahre 1949 wurden 91 seiner Werke in der Galerie Bernheim-Jeune in Paris ausgestellt. Durch Vermittlung des Außenministeriums wurden mehrere seiner Emaillemalereien zu Ausstellungen ins Ausland versandt, u. a. nach Saarbrücken, Rom und zur Yale University Art Gallery (USA).
Im Jahre 1956 vollendete Gimel die in Emaille ausgeführten Kreuzwege für die Kirche in Megève. Am 21. Januar 1962 starb Gimel unerwartet auf der Eisbahn in Megève, während er mit einer jungen Frau Walzer tanzte.

## Fassadenmalereien
- 1930  La Carrière  ( Der Steinbruch ) für das Hauptgebäude der „Compagnie des chaux et ciments. Lafarge“ in Paris (unauffindbar).
- 1935  Le roi et la reine des neiges  ( Der Schnee König und Königin ) für das chalet: La Fresque, in Megève.
- 1948  L’activité des travailleurs d’hier et d’aujourd’hui  ( Alte und Neue Berufe ) 320 × 600, Bourse de Travail, in Annecy (unauffindbar).
- 1952  Comédiens des années vingt ( Schauspieler des zwanzigsten Jahrhunderts ), Neues Theater von Grenoble, Isèreseite (in Wiederherstellung).

## Holzstich-Illustrationen
- Dévigne, Roger (1921), Janot le jeune hommes aux ailes d'or. Paris: L'Encrier.
- Coeuroy, André (1921), Musiciens. Paris: Nouvel Essor.
- Faure, Gabriel (1922), Printemps. Paris: R.Chiberre.
- Voragine, Jacques de (1922), Sainte Agnès. Paris: Nouvel Essor.
- Hervieu, Louise (1924), l'Âme du cirque. Paris: Librairie de France.
- Gimel, Georges und Petiot, Henry (1924), Stendhal. Chambéry: Tentatives.
- Gimel, Georges (1933), Chemin de Croix. Paris: Jeanne Bucher.
- Gimel, Georges (1944), Le Calvaire de la Résistance. Grenoble: Didier et Richard.